# 萊昂鎮區 (堪薩斯州吉里縣)
萊昂鎮區（英語：Lyon Township）為美國堪薩斯州吉里縣轄下的鎮區。2010年美国人口普查中此鎮區人口有305人。

## 地理
萊昂鎮區涵蓋總面積為114.1平方（44.06平方英里），其中陸地面積為112.0平方（43.25平方英里），水域面積為2.1平方（0.81平方英里）或1.84%。海拔高度348（1,142英尺）。

## 人口統計
根據2010年美國人口普查，萊昂鎮區人口有305人，其中男性有164人，女性有141人，人口密度為每平方公里2.67人，住房計137戶。鎮區內的白人有300人，非裔美國人有0人，美洲原住民有1人，亞裔美國人有0人，太平洋島裔美國人有0人，其他種族有1人，混血種族則有3人。此外鎮區內有8人為西班牙裔或拉丁裔美國人。此鎮區之年齡中位數為47.5歲，而男性年齡中位數為45.8歲，女性年齡中位數為49.1歲。

## 交通

### 主要公路
- 77號美國國道
- 157號堪薩斯州州道